# Euphorbia pseudoesula
Euphorbia pseudoesula là một loài thực vật có hoa trong họ Đại kích. Loài này được Schur mô tả khoa học đầu tiên năm 1853.